# Gelber Bertram
Der Gelbe Bertram (Anacyclus radiatus) ist eine Pflanzenart aus der Familie der Korbblütler (Asteraceae).

## Merkmale
Der Gelbe Bertram ist eine einjährige Pflanze, die Wuchshöhen von 15 bis 30 Zentimeter erreicht. Die Blätter sind am Stängelgrund gehäuft und dreifach fiederschnittig. Die Blütenstiele sind aufrecht. Die Strahlenblüten sind weiß oder gelb. Die Hülle hat einen Durchmesser von 15 bis 18 Millimeter. Die Hüllblätter besitzen ein häutiges Anhängsel, die äußeren Früchte spitze Flügel.
Die Blütezeit reicht von Juni bis August.

## Vorkommen
Der Gelbe Bertram kommt im westlichen und zentralen Mittelmeerraum sowie in Syrien und auf den Kanarischen Inseln auf Waldlichtungen, sandigen Weiden und alten Mauern vor.

## Nutzung
Der Gelbe Bertram wird zerstreut als Zierpflanze für Sommerblumenbeete und als Schnittblume genutzt. Er ist seit spätestens 1883 in Kultur.

## Systematik
Die Art ist sehr formenreich, es wurden 2 Unterarten beschrieben:
- Anacyclus radiatus subsp. radiatus: Die Strahlen sind auf der Oberseite bräunlich, auf der Unterseite purpurn oder bräunlich. Sie kommt ursprünglich vor auf den Kanaren, in Marokko, Libyen, Portugal, Spanien, Frankreich, Korsika, Italien und Sizilien.[1] Auf den Azoren ist sie ein Neophyt.[1]
- Anacyclus radiatus subsp. coronatus (Murbeck) Humphries: Die Strahlen sind weiß. Diese Unterart kommt in Süd-Marokko und auf den Kanaren vor.[1]